# تشارلز ليبر
تشارلز ليبر (بالإنجليزية: Charles M. Lieber)‏، من مواليد 1959م، هو كيميائي أمريكي ورائد في مجال علم النانو وتكنولوجيا النانو. في عام 2011م، تم الاعتراف بليبر من قبل تومسون رويترز بصفته الكيميائي الرائد في العالم خلال العقد 2000م-2010م استناداً إلى تأثير منشوراته العلمية. نشر ليبر أكثر من 400 بحث في المجلات العلمية التي استعرضها النظراء، وقام بتحرير العديد من الكتب حول علم النانو والمساهمة فيها. وهو المخترع الرئيسي لأكثر من خمسين براءة اختراع وتطبيقات أمريكية صدرت، وأسس شركة تكنولوجيا النانو نانوسيس في عام 2001م وفيستا ثيرابيوتيكس في عام 2007م. وهو معروف بمساهمته في تركيب وتجميع وتوصيف المواد النانوية وأجهزة النانو، وتطبيق الأجهزة الإلكترونية النانوية في علم الأحياء.

## سيرته
ولد تشارلز إم ليبر في فيلادلفيا، بنسلفانيا عام 1959م. درس في كلية فرانكلين ومارشال لتعليمه الجامعي وتخرج بمرتبة الشرف في الكيمياء. بعد دراسة الدكتوراه في جامعة ستانفورد وبحوث ما بعد الدكتوراة في معهد كاليفورنيا للتكنولوجيا، انتقل إلى الساحل الشرقي في عام 1987م لتولي منصب أستاذ مساعد في جامعة كولومبيا. هنا شرع ليبر في برنامج بحث جديد يعالج تركيب وخصائص المواد منخفضة الأبعاد. انتقل إلى جامعة هارفارد في عام 1991م وحصل على تعيين مشترك في قسم الكيمياء والبيولوجيا الكيميائية وكلية هارفارد جون أ.بولسون للهندسة والعلوم التطبيقية، كأستاذ جامعي جوشوا وبيث فريدمان. كما يشغل منصب رئيس قسم الكيمياء والبيولوجيا الكيميائية. كان ليبر رائداً في علم النانو وتكنولوجيا النانو حيث ابتكر نماذج جديدة حددت النمو العقلاني والتوصيف والتطبيقات الأصلية للأسلاك الوظيفية ذات القطر النانوي والبنى غير المتجانسة. قدم ليبر مفاهيم أساسية للنموذج التصاعدي لعلم النانو، وكان رائداً في تحديد الاتجاهات وإظهار تطبيقات المواد النانوية في مجالات تتراوح من الإلكترونيات والحوسبة والضوئيات، فضلاً عن كونه رائداً في التفاعل بين الإلكترونيات وعلم الأحياء و الطب، بما في ذلك تركيزه الحالي في علم الدماغ.

## جوائزه
جائزة ويلش في الكيمياء (2019م)؛ جائزة جون جامبل كيركوود، جامعة ييل (2018م)؛ جائزة رواد المعاهد الوطنية للصحة (2017م و2008م)؛ جائزة MRS Von Hippel 2016؛ جائزة (Remsen 2016)؛ جائزة أبحاث النانو، مطبعة جامعة تسينغهوا / سبرينغر (2013م)؛ جائزة IEEE Nanotechnology Pioneer 2013؛ وسام ويلارد جيبس (2013)؛ جائزة وولف في الكيمياء (2012)؛ فريد كافلي المحاضر المتميز في علم النانو (2010)؛ جائزة العلوم النانوية غير العضوية من قسم الكيمياء غير العضوية ACS‏ (2009م)؛ جائزة أينشتاين، الأكاديمية الصينية للعلوم (2008م)؛ جائزة NBIC للتميز البحثي، جامعة بنسلفانيا (2007م)؛ جائزة (Nanotech Briefs Nano 50 2005)؛ جائزة ACS في كيمياء المواد (2004م)؛ جائزة التكنولوجيا العالمية في المواد (2004م و2003م)؛ جائزة Scientific American 50 في تقنية النانو والإلكترونيات الجزيئية (2003م)؛ جمعية قانون الملكية الفكرية في نيويورك مخترع العام (2003م)؛ جائزة APS McGroddy للمواد الجديدة (2003م)؛ جائزة هاريسون هاو، جامعة روتشستر (2002م)؛ ميدالية (MRS 2002م)؛ جائزة Feynman في تقنية النانو (2001م)؛ جائزة NSF للإبداع (1996م)؛ وجائزة ACS في الكيمياء البحتة (1992م).

## من أعماله
ليبر عضو منتخب في الأكاديمية الوطنية للعلوم، والأكاديمية الأمريكية للفنون والعلوم، والأكاديمية الوطنية للطب، والأكاديمية الوطنية للهندسة، وزميل جمعية أبحاث المواد والجمعية الكيميائية الأمريكية (الفصل الأول)، وزميل فخري من الجمعية الكيميائية الصينية، وعضو الجمعية الفيزيائية الأمريكية، ومعهد المهندسين الكهربائيين والإلكترونيين، والجمعية الدولية للهندسة البصرية، والرابطة الأمريكية لتقدم العلوم. ليبر محرر مشارك في Nano Letters، ويعمل في مجالس التحرير والاستشارات لعدد كبير من المجلات العلمية والتكنولوجية.
نشر ليبر أكثر من 400 ورقة بحثية في مجلات علمية محكمة وهو المخترع الرئيسي في أكثر من 50 براءة اختراع. في أوقات فراغه، نشط ليبر في تسويق تقنية النانو، وأسس شركة نانوسيس للتكنولوجيا النانوية في عام 2001م وشركة مستشعرات النانو الجديدة Vista Therapeutics في عام 2007م.
نشر ليبر، الأستاذ في جامعة هارفارد، أكثر من 400 ورقة بحثية في المجلات التي راجعها النظراء وقام بتحرير والمساهمة في العديد من الكتب حول علم النانو. حتى عام 2020 كان رئيسا لقسم الكيمياء والبيولوجيا الكيميائية، وشغل تعيينا مشتركا في هذا القسم وكلية الهندسة والعلوم التطبيقية كأستاذ في جامعة جوشوا وبيث فريدمان. وهو المخترع الرئيسي لأكثر من خمسين براءة اختراع وتطبيقا أمريكيا صادرا.